# Oosterse anemoon
De oosterse anemoon (Anemone blanda) is een kruidachtige plant uit de ranonkelfamilie (Ranunculaceae).
De plant wordt 10–20 cm hoog en heeft een knolvormige wortelstok.
De bloem heeft acht tot veertien donkerblauw tot blauwviolette bloemdekbladeren. Er komt ook een witte variëteit voor. De wortelbladeren zijn van boven zwak behaard. De bloeitijd valt in maart en april.
De soort komt van nature voor in Zuid-Europa in Griekenland en Turkije, maar als verwilderde sierplant komt de plant ook in Midden- en West-Europa voor.
De oosterse anemoon lijkt sterk op de blauwe anemoon (Anemone apennina), maar bij die plant is de onderzijde van de bloemdekbladeren en de onderzijde van de bladeren behaard, knikt de bloemsteel na de bloei niet en hebben de bladslippen van de wortelbladen een korte steel.
De vrucht is een eenzadige dopvrucht. Aan het zaad zit een mierenbroodje.
Het melksap van de oosterse anemoon is iets giftig, omdat de stof protoanemonine in het sap voorkomt.